# Alangium villosum
Alangium villosum är en kornellväxtart. Alangium villosum ingår i släktet Alangium och familjen kornellväxter.

## Underarter
Arten delas in i följande underarter:
- A. v. bussyanum
- A. v. ferrugineum
- A. v. parviflorum
- A. v. pilosum
- A. v. polyosmoides
- A. v. solomonense
- A. v. tomentosum
- A. v. villosum
- A. v. vitiense
- A. v. warburgianum
- A. v. javanicum

## Bildgalleri

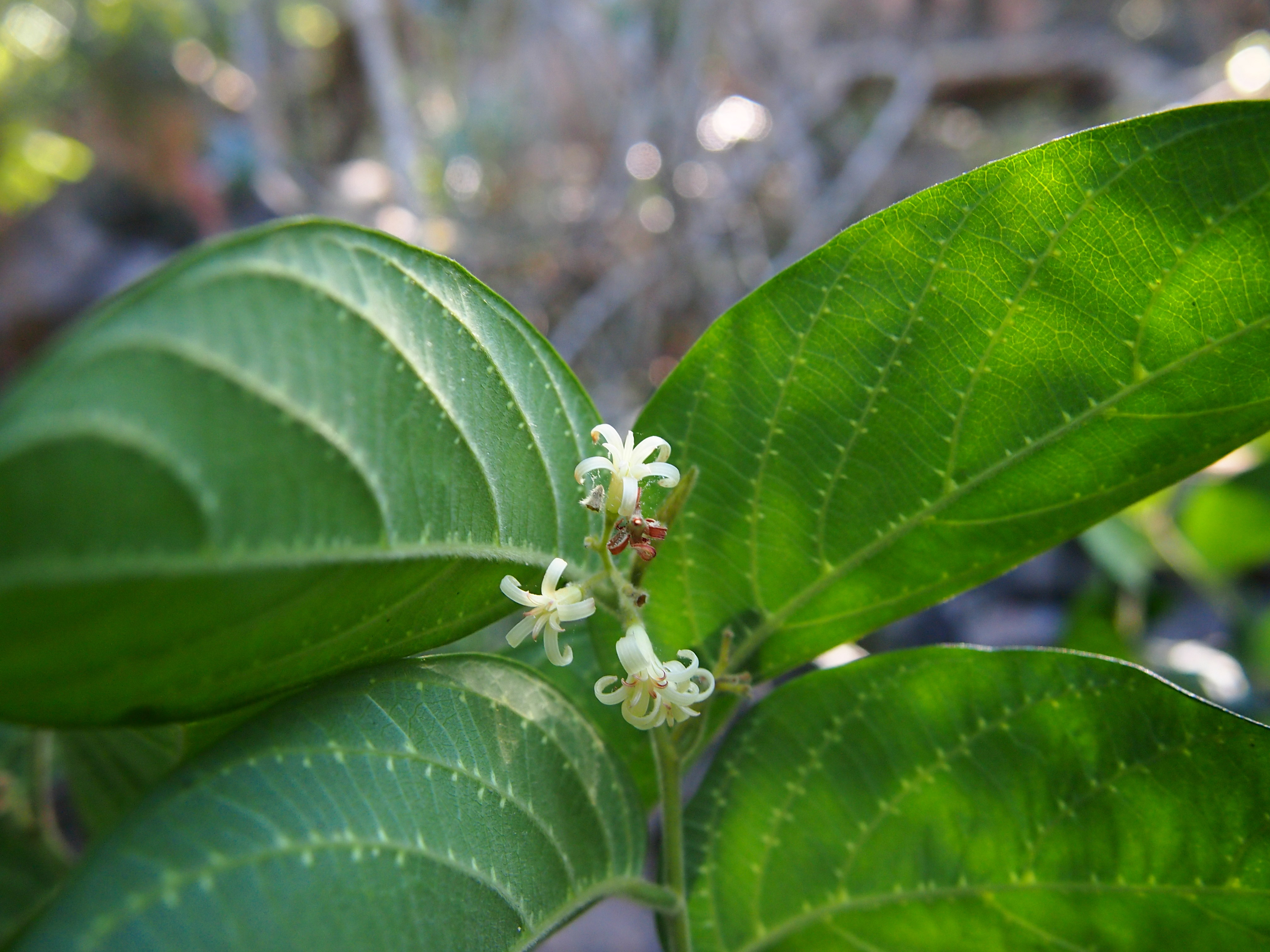
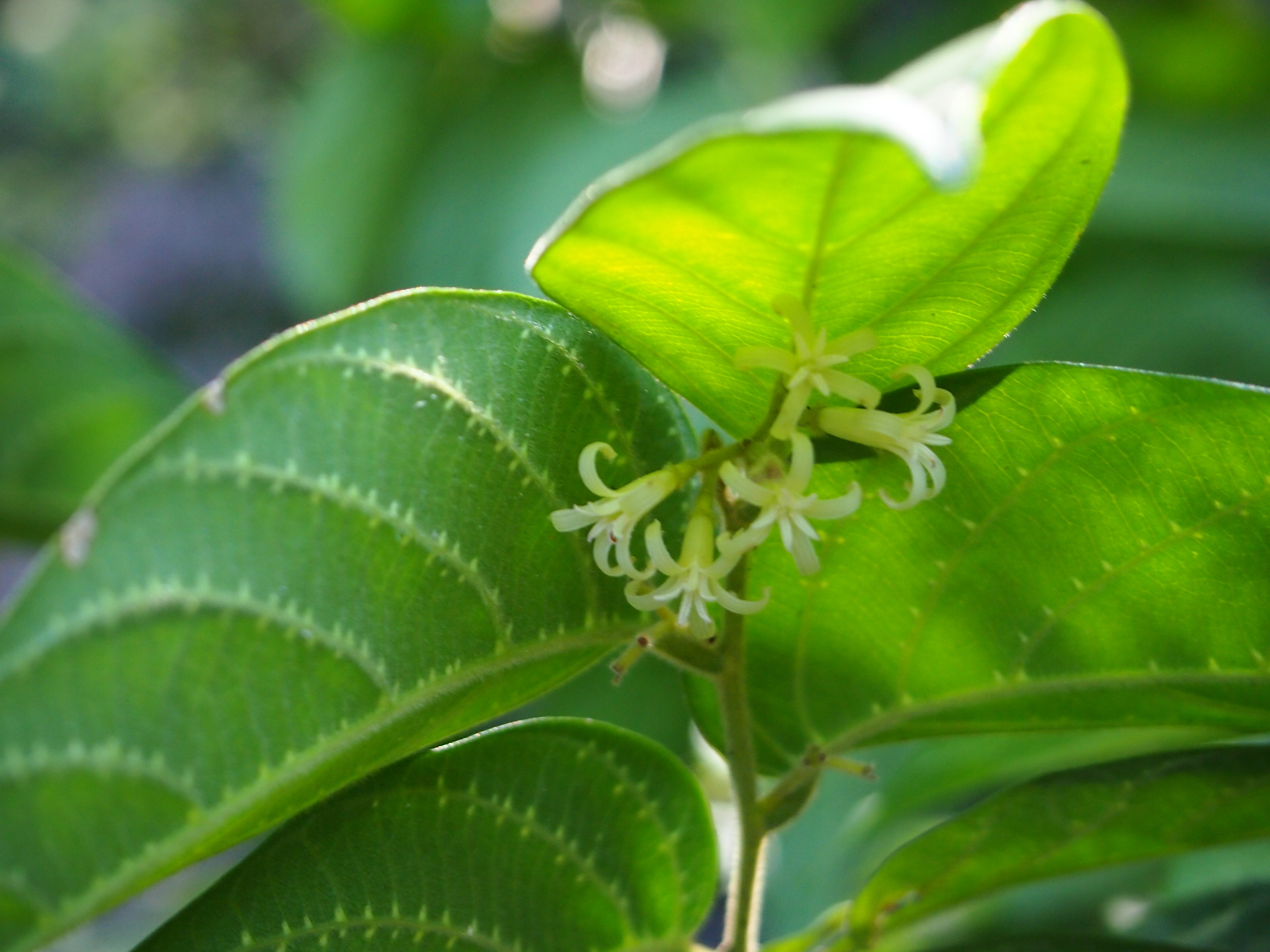
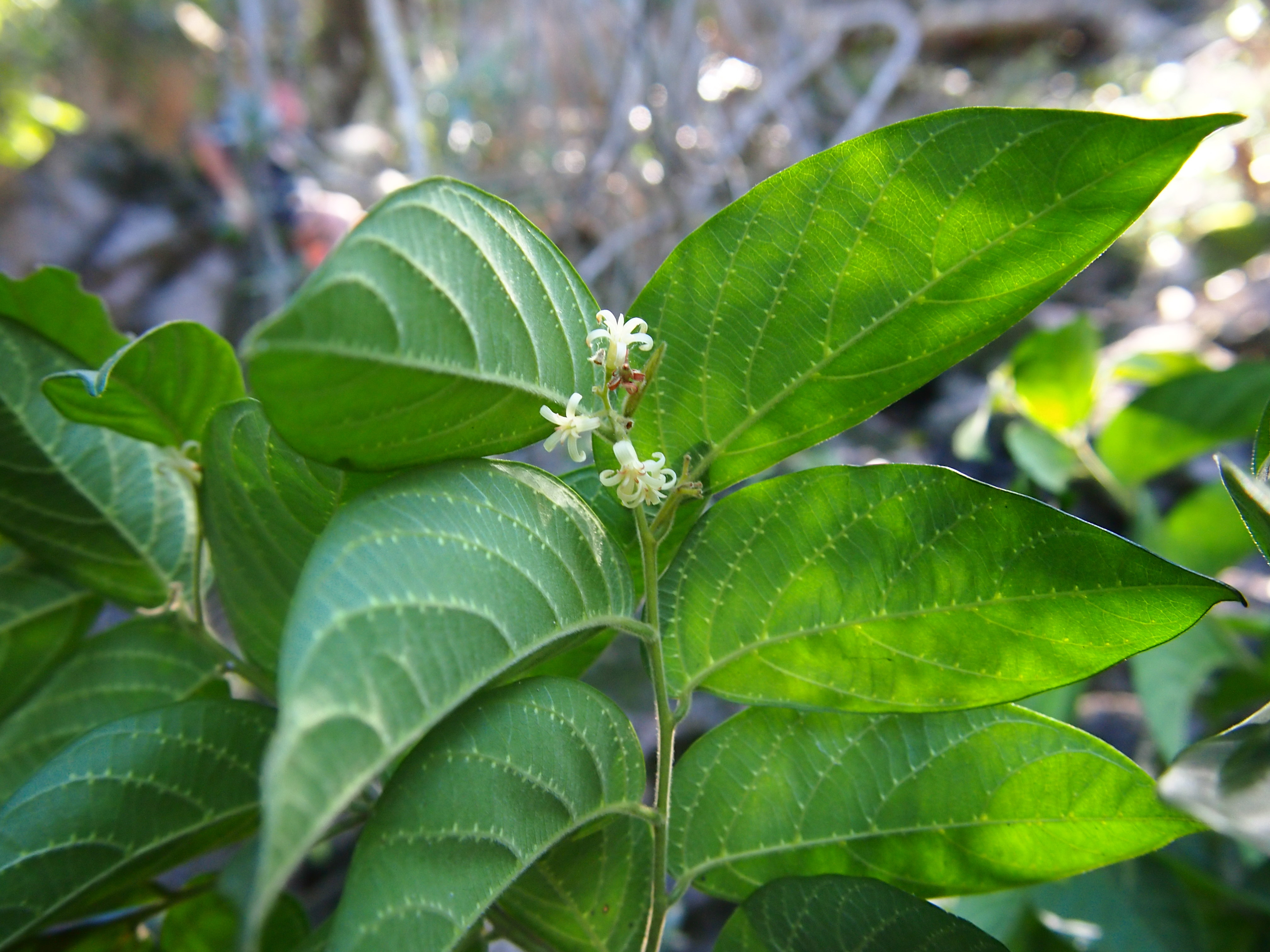
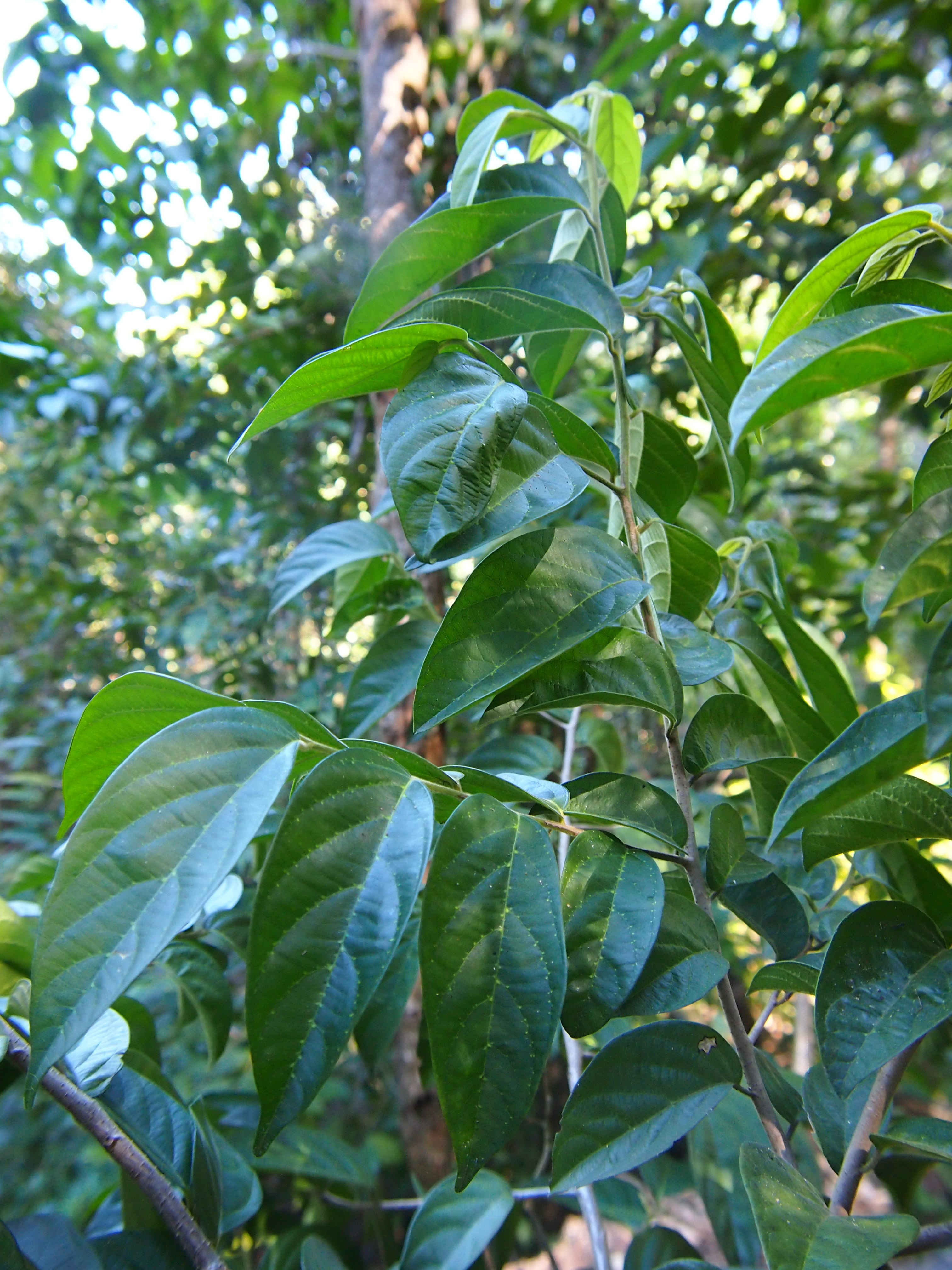
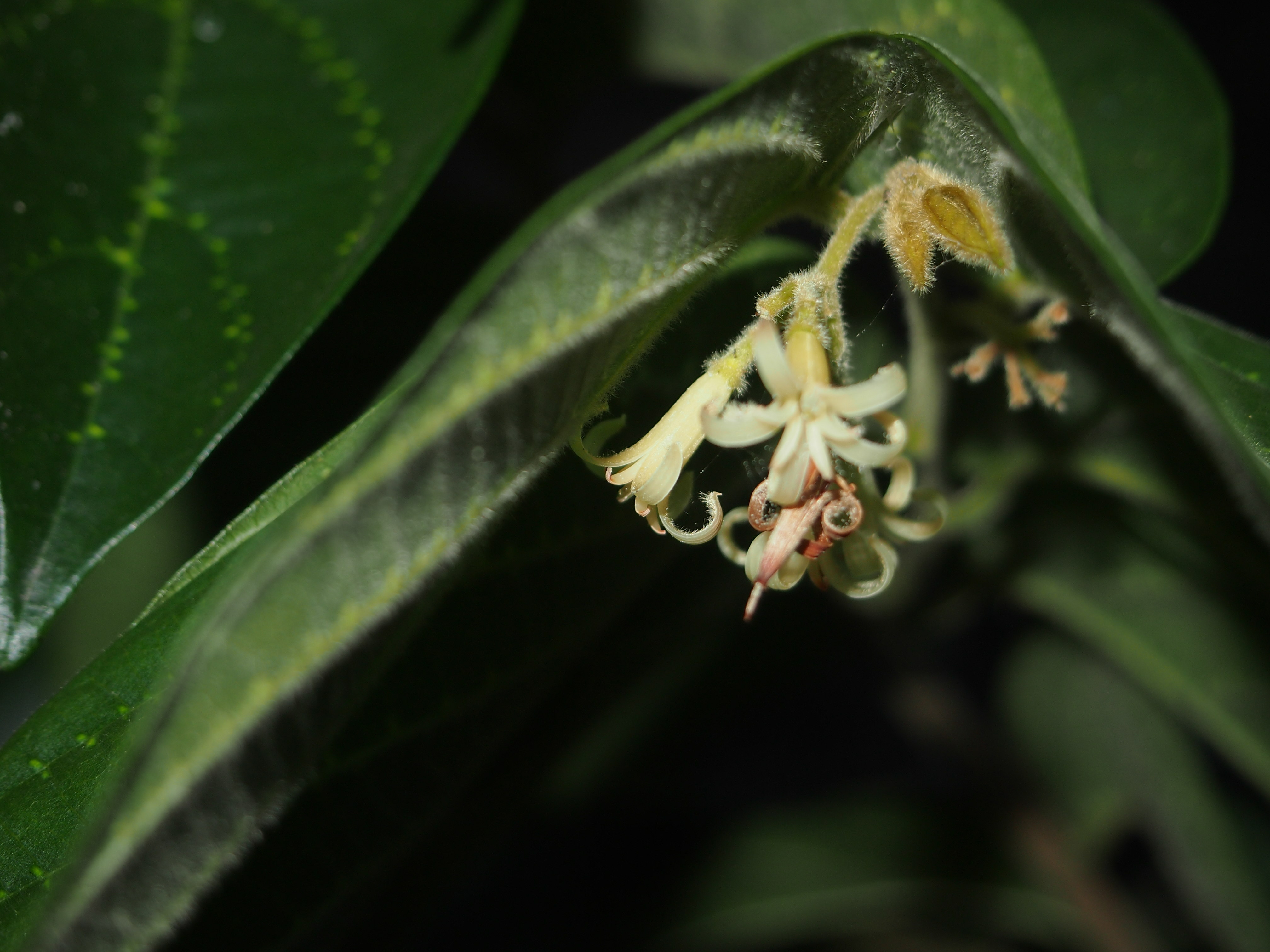
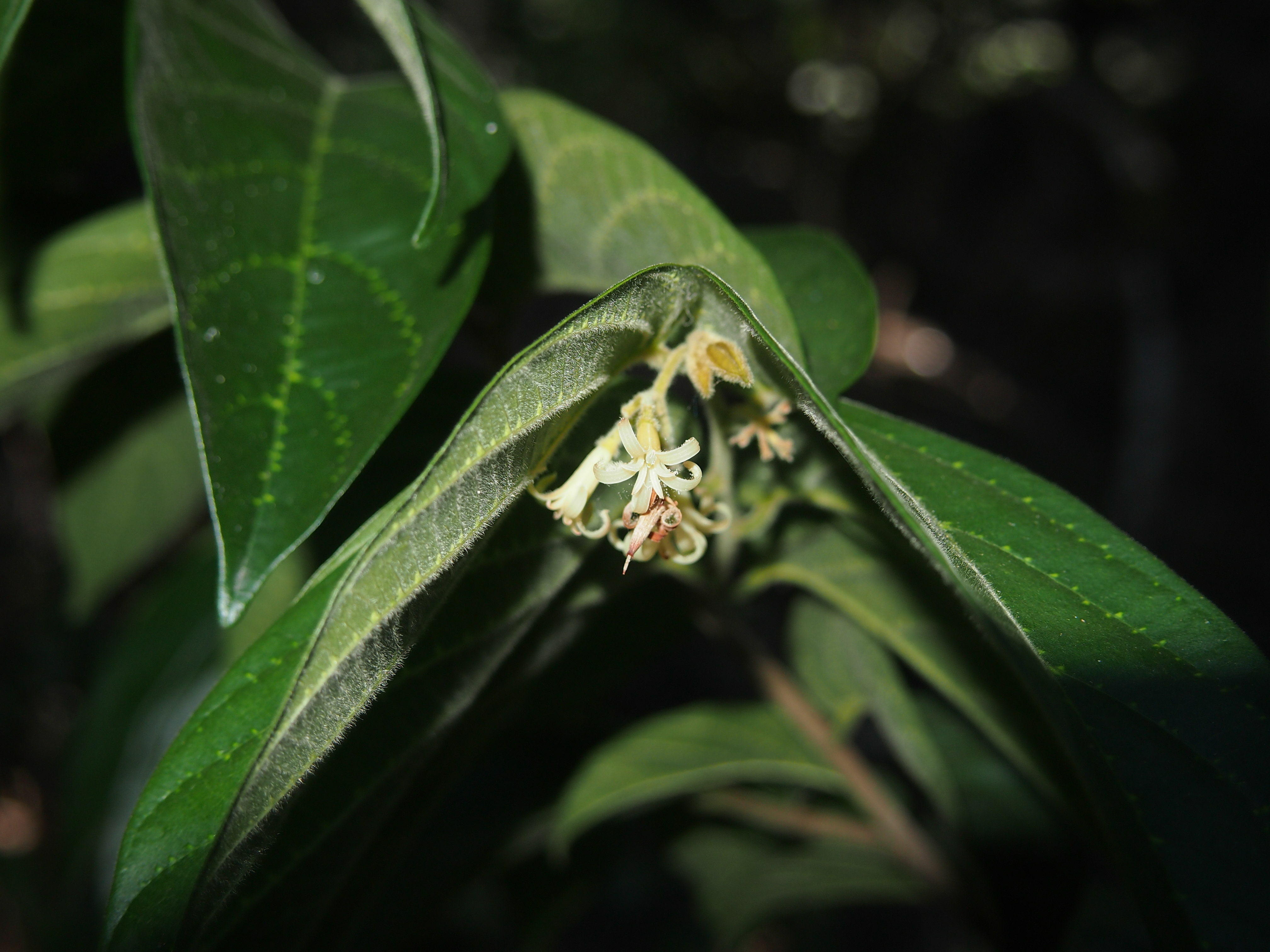